# Gałęzinowo
Gałęzinowo (Duits: Überlauf) is een plaats in het Poolse district  Słupski, woiwodschap Pommeren. De plaats maakt deel uit van de gemeente Słupsk en telt 280 inwoners.

## Verkeer en vervoer
- Station Gałęzinowo